# Société concessionnaire Aéroports du Grand Ouest
Ne doit pas être confondu avec le projet d'aéroport du Grand Ouest.
La société concessionnaire Aéroports du Grand Ouest est une société par actions simplifiée chargée d'exploiter les aéroports de Nantes Atlantique et de Saint-Nazaire - Montoir.

## Activités
Créée le 14 décembre 2010, la société concessionnaire Aéroports du Grand Ouest détient par convention de l'État la concession d'exploitation de 55 ans pour « la réalisation, le développement, le renouvellement, l'entretien, l'exploitation et la promotion des terrains, ouvrages, bâtiments, installations, matériels, réseaux et services » des aéroports Nantes Atlantique et de Saint-Nazaire - Montoir, à partir du 1er janvier 2011, en remplacement de la Chambre de commerce et d'industrie de Nantes et de Saint-Nazaire, ainsi que « la conception, le financement, les acquisitions foncières, la construction, la mise en service ainsi que la mise en œuvre du plan de gestion agro-environnemental, du droit de délaissement et des mesures d'accompagnement territorial (améliorations et rétablissements de voirie) » de l'aéroport de Notre-Dame-des-Landes.
En juillet 2012, le Conseil d’État rejette les recours déposés par plusieurs associations et notamment l’association citoyenne intercommunale des populations concernées par le projet d'Aéroport de Notre-Dame-des-Landes (ACIPA), mais aussi la Communauté de Communes d’Erdre et Gesvres et Europe Écologie Les Verts des Pays-de-la-Loire contre le décret du 29 décembre 2010 approuvant la concession.
Le 17 janvier 2018, le Premier ministre Édouard Philippe annonce l'abandon du projet d'aéroport du Grand Ouest à Notre-Dame-des-Landes. L’aérogare de Nantes Atlantique sera modernisée et sa piste réaménagée pour permettre d'optimiser l'usage de cet aéroport et d’accueillir plus de passagers, qui sera mis en réseau avec les autres aéroports du Grand Ouest et les plateformes aéroportuaires parisiennes via les lignes ferroviaires à grande vitesse.

## Capital
Cette société est détenue à 85 % par Vinci (1 % directement, 33,50 % par la Societe Concessionnaire des Aeroports de Nantes (détenue à 100 % par Vinci Concessions) puis à 50,50 % par Vinci Concessions), 10 % par la Chambre de commerce et d'industrie de Nantes et de Saint-Nazaire et 5 % par Entreprise de Travaux Publics de l’Ouest (ETPO – CIFE).